# (1407) Lindelöf
(1407) Lindelöf est un astéroïde de la ceinture principale.

## Description
(1407) Lindelöf est un astéroïde de la ceinture principale. Il fut découvert le 21 novembre 1936 à Turku par Yrjö Väisälä. Il fut nommé en l’honneur d'Ernst Leonard Lindelöf. Il présente une orbite caractérisée par un demi-grand axe de 2,77 UA, une excentricité de 0,28 et une inclinaison de 5,8° par rapport à l'écliptique.

## Compléments